# Bauhinia ungulata
Bauhinia ungulata är en ärtväxtart som beskrevs av Carl von Linné. Bauhinia ungulata ingår i släktet Bauhinia och familjen ärtväxter. Inga underarter finns listade i Catalogue of Life.